# 馮鞏
馮 鞏（ふう きょう、フォン・ゴン、1957年12月6日 - ）は、中華人民共和国の「相声」（日本の漫才・落語にあたる伝統的話芸）の第八世代の俳優である。政府から中国国家一級演員に認定されている。中国曲芸協会副主席。中国人民政治協商会議、中華全国青年連合会、民革中央委員会の常務委員をつとめる。

## 来歴・人物
- 1957年12月6日、天津市で生まれ、祖籍は河北省河間県。
- 1983年、結婚。
- 1988年、中国中央テレビ主催の「大連星海杯相声大賽」にて「捧哏」（漫才のツッコミ役に相当）一等賞を受賞。

## 出演作品
| 年度 | 題名             | 役名     | 備考 |
| ---- | ---------------- | -------- | ---- |
| 1987 | 業餘警察         | 何大壯   |      |
| 1987 | 笑破情網         |          |      |
| 1990 | 離婚合同         | 劉流     |      |
| 1992 | 站直囖！別趴下   | 高作家   |      |
| 1994 | 狂吻俄羅斯       | 大江     |      |
| 1996 | 埋伏             | 葉民主   |      |
| 1998 | 没事児偷著楽     | 張大民   |      |
| 2001 | 誰説我不在乎     | 顧明     |      |
| 2004 | 夢想成真         |          |      |
| 2005 | 心急抓不了賊     | 何大壯   |      |
| 2005 | 心急吃不了熱豆腐 | 劉好     |      |
| 2006 | 別拿自己不当干部 | 王喜     |      |
| 2007 | 誰是孩子他爹     | 丁大可   |      |
| 2008 | 我是爺們我怕誰   | 小商販   |      |
| 2009 | 建国大業         | 政協代表 |      |
| 2010 | 建党偉業         | 馮国璋   |      |
| 2012 | 三个未婚媽媽     | 観光客   |      |

## 家族
- 曽祖父：馮国璋、北洋三傑の1つ、直隷派の首脳。1917年から1918年に亘って一時的に中華民国大総統を務めた。[2]
- 祖父：馮家遇、実業家。[2]
- 父：馮海崗
- 母：劉益素
- 姉：馮幸耘、中国国民党革命委員会中央委員。
- 妻：艾慧
- 子：馮開誠